# Simon Posford

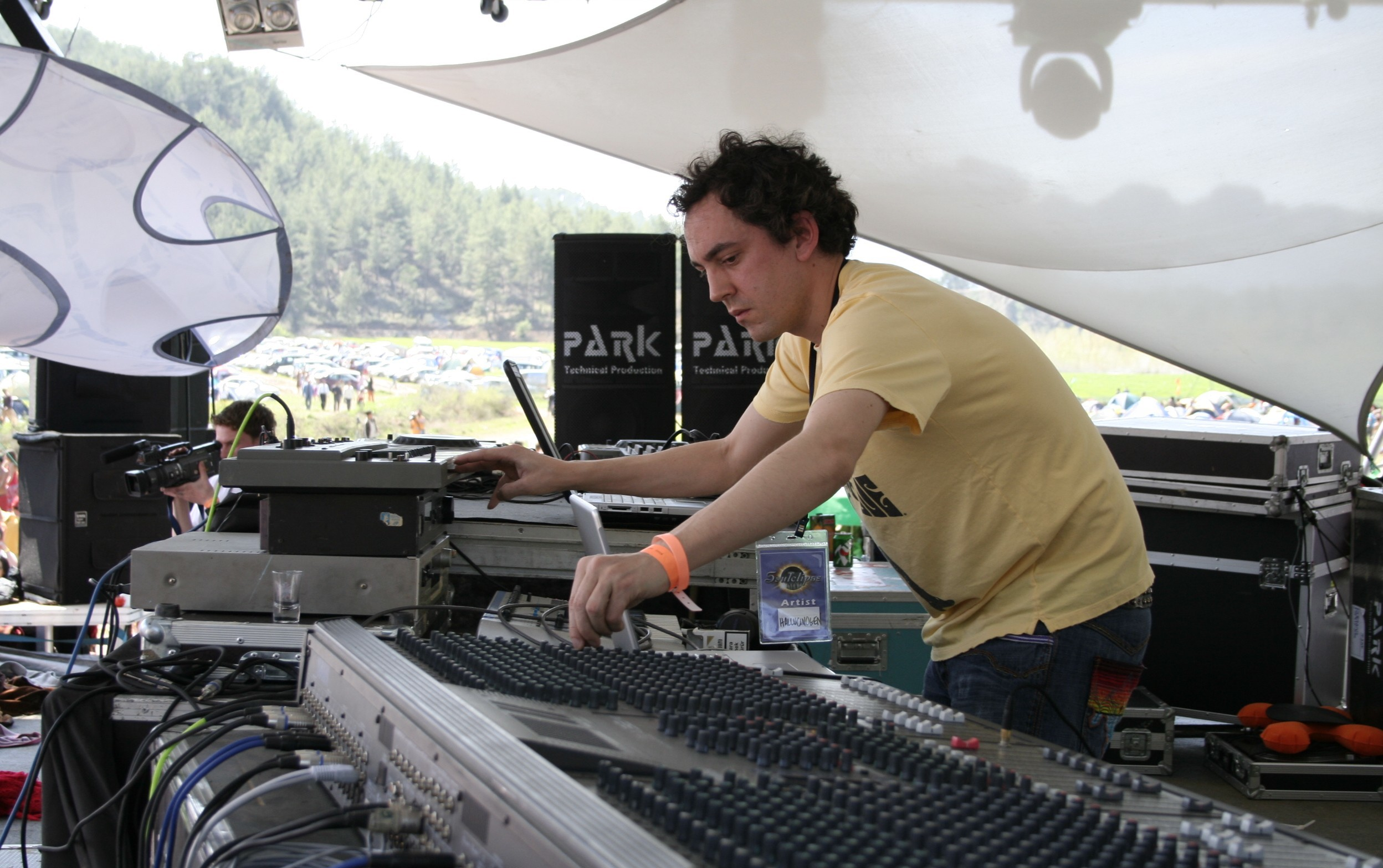
Simon Posford live 2006

Simon Posford (* 1971) ist ein britischer Goa- und Psytrance-Musiker, der unter dem Pseudonym Hallucinogen solo erfolgreich ist und auch an einer Vielzahl von Zusammenarbeiten beteiligt war, darunter die Projekte Shpongle und Mystery of the Yeti (beide zusammen mit Raja Ram), Celtic Cross (mit Martin "Youth" Glover), Younger Brother (mit Benji Vaughan (a.k.a. Prometheus)) und Nomads of Dub.

## Leben
Posford wuchs in Cobham in Südengland auf. Im Alter von acht Jahren brachte er sich zusammen mit einem musikalisch begabten Freund das Klavierspielen bei. Zu Schulzeiten war er Keyboarder in mehreren Bands, wo er meist auch an anderen Instrumenten aushalf. Ende der 1980er Jahre begann er sich für elektronische Musik zu interessieren. 1993 trat Posford unter dem Pseudonym "Gumbo" erstmals in Erscheinung. Zwei Jahre später gelang ihm als Hallucinogen mit dem Album "Twisted" ein sowohl die Goa-Szene prägendes, als auch kommerziell erfolgreiches Werk.